# Melbourne (Kentucky)
Pour les articles homonymes, voir Melbourne (homonymie).
Melbourne est une ville américaine située dans le comté de Campbell, dans le Kentucky. Selon le recensement de 2020, sa population est de 458 habitants.